# La Cenicienta (película de 1950)
La Cenicienta (título original inglés: Cinderella) es una película animada de 1950 basada en el cuento popular del mismo nombre de Charles Perrault. La película fue producida por Walt Disney y dirigida por Clyde Geronimi, Wilfred Jackson y Hamilton Luske.
Disney había perdido las conexiones con los mercados europeos de cine debido al estallido de la Segunda Guerra Mundial, y soportado algunos desastres de taquilla como Pinocho, Fantasía y Bambi, todos los cuales se convertirían más tarde en éxitos gracias a reestrenos en los cines y la edición en vídeo doméstico. En ese momento, sin embargo, el estudio tenía una deuda de más de 4 millones de dólares y estaba al borde de la quiebra. 
Walt Disney y sus animadores volvieron de nuevo a la producción de largometrajes en 1948 después de producir una serie de cortometrajes, con la idea de adaptar Cendrillon de Charles Perrault en una película. 
Es la primera película de Disney en la que todos los llamados "nueve ancianos" (los principales primeros animadores del equipo de Walt Disney) trabajaron juntos en la dirección de la animación. 
Después de dos años en la producción, Cenicienta se estrenó finalmente el 15 de febrero de 1950. Se convirtió en el mayor éxito comercial y de crítica para el estudio desde Snow White and the Seven Dwarfs (1937) y ayudó a cambiar la suerte del estudio. Se la considera una de las mejores películas de animación estadounidense jamás creadas, según lo seleccionado por el American Film Institute. 
Recibió tres nominaciones de la Academia, incluyendo Mejor Música y Canción Original por «Bibbidi Babbidi-Boo». Décadas más tarde se realizaron dos secuelas directamente para vídeo: en 2002 se editó Cinderella II: Dreams Come True y en 2007 Cinderella III: A Twist in Time, mientras que en 2015 Disney estrenó su remake con actores reales, Cinderella.
Galardonada en 1951 con el Premio especial del Festival Internacional de Cine de Venecia, el Premio Oso de Oro y el Premio Grand Bronze Plate del Festival Internacional de Cine de Berlín, y en 1999 con el Premio Young Artist Awards - Former Child Star Lifetime Achievement Award (Lucille Bliss), esta película fue la más taquillera del año 1950. 
Forma parte del AFI's 10 Top 10 en la categoría de largometrajes de animación, obteniendo el 9.º puesto.
Cinderella (1950) abre una etapa de madurez y equilibrio dentro de esa nueva forma ideológica y estética de entender la animación que estrenó Disney hacia los años 30, al comprender su posición privilegiada en los medios de comunicación de masas. A partir de este momento se puede hablar ya propiamente de un estilo Disney de hacer largometrajes, pues con ella concluye la fase de experimentación y se inaugura una etapa de imitación de fórmulas.

## Argumento
Cenicienta es la hija única de un caballero viudo, un padre bueno y cariñoso que siente como su hija necesita la atención de una madre. Así pensando vuelve a casarse, eligiendo para su segunda esposa a Lady Tremaine, una viuda de un viejo amigo conocido, de buena familia con dos hijas de la misma edad que ella: Drizella y Anastasia. Después de que el padre de Cenicienta muere inesperadamente, Lady Tremaine se revela como una mujer cruel y egoísta, a quién sólo le interesa el bienestar y futuro de sus hijas. Cenicienta se convierte en la sirvienta y cocinera de su propia casa, donde es humillada y maltratada por ellas. A pesar de esto, Cenicienta continúa siendo una chica bondadosa y gentil, a tal punto de hacerse amiga de los ratones y pájaros que viven alrededor de la casa.
Un día, mientras Cenicienta prepara el desayuno, el gato de Lady Tremaine, Lucifer, persigue a Gus, uno de los ratones, en la cocina. Cenicienta lleva el desayuno a su madrastra y sus dos hermanastras, sin saber que Gus se esconde debajo de la taza de té de Anastasia. Esto enoja mucho a Anastasia que le cuenta a su madre de la broma aparente, y posteriormente Lady Tremaine castiga a su hijastra con tareas adicionales de la casa.
Mientras tanto, en el palacio real, el Rey discute con el Gran Duque, sobre su deseo de que su hijo el Príncipe se case y tenga hijos. Organizan un baile en un esfuerzo por encontrar una esposa adecuada para el Príncipe. Cenicienta le pregunta a su madrastra si ella puede asistir, ya que la invitación dice que "cada doncella casadera" deberá asistir. Lady Tremaine está de acuerdo, con la condición de que Cenicienta termine sus tareas y encuentre un vestido adecuado para el evento. Los amigos animales de Cenicienta, dirigidos por Jaq, Gus y los otros ratones, arreglan un vestido rosa que perteneció a la fallecida madre de Cenicienta usando un collar de perlas azules y una faja rosa arrojada por Drizella y Anastasia, respectivamente. Cuando Cenicienta está lista para ir con su vestido nuevo, Lady Tremaine les señala a sus dos hijas, Drizella y Anastasia, los complementos del vestido. Enfurecidas por el aparente robo de sus cosas, las dos hermanastras rasgan y destrozan el vestido rosa de Cenicienta en pedazos, lo que hace que Cenicienta corra al jardín a llorar.
Cenicienta finalmente pierde la esperanza en todo, hasta que su hada madrina aparece y convierte los restos del vestido de Cenicienta con su varita mágica en un vestido de fiesta blanco con zapatos de cristal. El hada madrina también transforma una calabaza del huerto en un carruaje, a los ratones en caballos, a su caballo Mayor en el cochero, y a su perro Bruno en un lacayo. El hada madrina le advierte que el hechizo se romperá al filo de la medianoche. En el baile, el príncipe rechaza a todas las chicas hasta que ve a Cenicienta. Los dos se enamoran y bailan a solas por todo el castillo hasta que el reloj comienza a sonar anunciando la medianoche. Cenicienta huye lejos del castillo en su carruaje ignorando que bailó con el mismo príncipe, sin embargo en las escaleras pierde uno de sus zapatitos de cristal. Después de que su vestido se convierte de nuevo en harapos, los ratones señalan que el otro zapato está todavía en su pie. El Gran Duque informa al Rey de la fuga de Cenicienta, y que el Príncipe juró casarse con la dama que le calzase el zapato perdido, que se presenta como su única pieza de evidencia. El rey ordena al Gran Duque ir a visitar cada casa del reino hasta encontrar a la propietaria, junto a una proclama real de que ella va a casarse con el príncipe.
Cuando la noticia llega a la casa de Cenicienta, sus hermanastras y su madrastra se preparan para la llegada del Duque. Al oír esto, Cenicienta comienza a tararear el vals que bailó anoche. Al darse cuenta así que Cenicienta era la chica que bailaba con el Príncipe, Lady Tremaine la encierra en el ático. Cuando llega el duque, Jaq y Gus roban la llave de la habitación de Cenicienta que estaba dentro del bolsillo de la madrastra, pero Lucifer los embosca antes de que puedan liberarla. Con la ayuda de los otros animales y Bruno, ahuyentan al gato y liberan a Cenicienta. A medida que el duque se prepara para salir después que las hermanastras han tratado de forzar inútilmente a sus enormes pies a entrar dentro del zapatito, Cenicienta aparece y el duque le pide que se lo pruebe. Lady Tremaine, dispuesta a evitar la prueba, hace tropezar al lacayo con su bastón, lo que hace que el zapatito caiga y se haga pedazos en el suelo. El Gran Duque aterrado sobre una posible decapitación por orden del rey exclama su frustración, entonces Cenicienta saca de sus ropas el otro zapatito de cristal, para horror de su madrastra. El Gran Duque encantado desliza el zapato en el pie, y se ajusta perfectamente.
Finalmente Cenicienta y el Príncipe celebran su boda y viven felices para siempre.

## Reparto
- Ilene Woods: Cenicienta
- Eleanor Audley: Lady Tremaine, la malvada madrastra de Cenicienta
- Luis Van Rooten: Rey / Gran Duque
- Verna Felton: Hada Madrina
- Don Barclay: Lacayo
- James MacDonald: Gus, ratón amigo de Cenicienta / Jaq, ratón amigo de Cenicienta / Bruno, perro de Cenicienta
- Rhoda Williams: Drizella Tremaine, hermanastra de Cenicienta, hija mayor de Lady Tremaine
- Lucille Bliss: Anastasia Tremaine, hermanastra de Cenicienta, hija menor de Lady Tremaine
- William Phipps: Príncipe Encantador
- Mike Douglas: Príncipe Encantador (canciones)

## Creativa
- Procesos Especiales de: Ub Iwerks
- Director de Sonido: C.O. Slyfield
- Grabadores: Harold J. Steck, Robert O. Cook
- Editor Fílmico: Donald Halliday
- Editor Musical: Al Teeter
- Dirección Musical de: Oliver Wallace, Paul Smith
- Canciones de: Mack David, Jerry Livingston, Al Hoffman
- Instrumentaciones de: Joseph Dubin
- Guionistas: Bill Peet, Ted Sears, Homer Brightman, Ken Anderson, Erdman Penner, Winston Hibler, Harry Reeves, Joe Rinaldi
- Planos de: Mac Stewart, Tom Codrick, Lance Nolley, Don Griffith, A. Kendall O'Connor, Hugh Hennesy, Charles Philippi, Thor Putnam
- Estilos, Diseños y Colores de: Mary Blair, Claude Coats, Don Da Gradi, John Hench
- Fondos de: Brice Mack, Ralph Hulett, Dick Anthony, Art Riley, Ray Huffine, Merle Cox, Thelma Witmer
- Directores de Animación: Milt Kahl, Eric Larson, Ollie Johnston, Marc Davis, Norman Ferguson, Wolfgang Reitherman, Marc Davis, Ward Kimball, Frank Thomas, John Lounsbery
- Animadores de Tipos: Don Lusk, Hugh Fraser, Fred Moore, Judge Whitaker, Marvin Woodward, George Nicholas, Phil Duncan, Hal King, Harvey Toombs, Cliff Nordberg, Hal Ambro, Ken O'Brien
- Animadores de Efectos: George Rowley, Dan MacManus, Jack Boyd
- Directores: Wilfred Jackson, Hamilton Luske, Clyde Geronimi
- Supervisor de Producción: Ben Sharpsteen
- Director del Doblaje: Edmundo Santos
- Traducción y Codirección: Iñigo de Martino y Carlos D. Ortigosa

## Doblaje
La Cenicienta es una de las muchas películas de animación de Disney en que el doblaje fue común para todos los países de habla hispana; dirigido por el mexicano Edmundo Santos y grabado en los Estudios Churubusco en Ciudad de México en 1950 con las canciones grabadas en RCA Víctor. En 1997 fue redoblada en México, bajo la dirección de Arturo Mercado, también en el mismo año recibiendo en España su propio doblaje.
Evangelina Elizondo, la voz de Cenicienta en el doblaje original, demandó a Disney por no haber recibido nunca el pago de regalías por su trabajo.
| Personaje          | Actor de doblaje 1950  | Actor de redoblaje 1997                            | Actor de doblaje 1997                               |
| ------------------ | ---------------------- | -------------------------------------------------- | --------------------------------------------------- |
| Cenicienta         | Evangelina Elizondo    | Natalia Sosa                                       | Yolanda Mateos (diálogos) Cani González (canciones) |
| Príncipe           | Roberto Espriú         | Arturo Mercado Jr. (diálogos) Mauricio Arroniz     | Claudio Serrano (diálogos) Carlos Marín (canciones) |
| Lady Tremaine      | Gloria Iturbe          | Liza Willert                                       | Dolores Cervantes                                   |
| Rey                | Salvador Carrasco      | Esteban Siller Garza                               | Manuel Lázaro                                       |
| Gran Duque         | Dagoberto de Cervantes | César Árias                                        | Antonio Medina                                      |
| Hada Madrina       | Fanny Schiller         | Yolanda Vidal (diálogos) Norma Herrera (canciones) | Matilde Conesa                                      |
| Jaq                | Roberto Espriú         | Raúl Aldana (diálogos) Raúl Carballeda (canciones) | Iván Muelas                                         |
| Gus                | Edmundo Santos         | Mario Filio                                        | Rafael Romero                                       |
| Anastasia Tremaine | Carmen Donna-Dio       | Toni Rodríguez                                     | Pilar Martín                                        |
| Drizella Tremaine  | Consuelo Solórzano     | Carola Vázquez                                     | Adelaida López                                      |
| Narradora          | Ana María González     | Nancy MacKenzie                                    | Paloma Escola                                       |

## Banda sonora

### Canciones
| Título en inglés                     | Título en español (1997) |
| ------------------------------------ | ------------------------ |
| "A Dream is a Wish Your Heart Makes" | "Soñar es Desear"        |
| "Bibbidi-Bobbidi-Boo"                | "Bibidi Babidi Bú"       |
| "The Work Song"                      | "Canción del Trabajo"    |
| "Oh, Sing Sweet Nightingale"         | "Canta Ruiseñor"         |
| "So This Is Love"                    | "Esto es Amor"           |

## Premios y nominaciones

### Premios Óscar
| Año  | Categoría                                             | Película                               | Resultado |
| ---- | ----------------------------------------------------- | -------------------------------------- | --------- |
| 1950 | Oscar a la Mejor banda sonora - Musical               | Paul Smith Oliver Wallace              | Nominados |
| 1950 | Oscar a la Mejor canción original Bibbidi-Bobbidi-Boo | Mack David Al Hoffman Jerry Livingston | Nominados |
| 1950 | Oscar al Mejor sonido                                 | C.O. Slyfield                          | Nominado  |

- 1951: Ganadora del Premio especial del Festival Internacional de Cine de Venecia.
- Premio Oso de Oro
- 1951: Premio Gran Placa de Bronce del Festival Internacional de Cine de Berlín.
- 1999: Premio Young Artist Awards-Former Child Star Lifetime Achievement Award (Lucille Bliss)

## Ediciones enVHSyDVD

### VHS
- La Cenicienta, 27 de noviembre de 1992
- La Cenicienta, 24 de abril de 1998

### DVD
- La Cenicienta, 5 de octubre de 2005.

### Blu-Ray
- La Cenicienta, 19 de octubre de 2012

## Legado

### Secuelas animadas

#### Cinderella II: Dreams Come True
En 2002, se lanzó la secuela directa de la película de 1950, en la que se cuenta la vida de Cenicienta como princesa, los cambios en su vida y nuevas historias. Esta historia comienza en una divertida carrera dentro del castillo, cuando los pequeños ratones, amigos de Cenicienta, llegan hasta una sala donde el Hada Madrina se encuentra leyendo —precisamente— la historia “La Cenicienta y el príncipe vivieron felices para siempre”, concluye el hada; sin embargo todos saben que la historia no termina de esa manera.
Los ratones deciden escribir un nuevo libro en donde expliquen "¿qué ha sucedido después de la gran boda entre Cenicienta y el Príncipe?" Y es así cuando la nueva historia se divide en tres partes que relatarán los ratones Gus y Jack. En la primera parte se conoce lo que sucedió con Cenicienta tras su primer día en el Castillo y su adaptación a la corte real. En la segunda una particular historia de Jaq, y sus problemas como ratón y su vida como humano. En la tercera el amor prohibido entre Anastasia y el panadero.

#### Cinderella III: A Twist in Time
En 2007, se lanzó la tercera parte también solo para vídeo doméstico. Es una versión alternativa de la película de 1950, la cual transcurre un año después de los sucesos de la primera película, pero se reviven los momentos y se muestra lo que sucedió después de que el zapato le calzara a Cenicienta.
En su primer aniversario, Cenicienta y el Príncipe lo celebran con sus amigos los animales y el hada madrina, en un descuido del hada, Anastasia se entera de cómo Cenicienta logró bailar con el príncipe y se apodera de la varita, convirtiéndola en estatua. Entonces la madrastra decide cambiar el giro de las cosas, regresando en el tiempo y evitando que Cenicienta se pruebe el zapato, y con un hechizo hacerle creer al Príncipe que Anastasia fue la que bailó con él. Sin embargo Jaq y Gus logran hacer entrar en razón al Príncipe de que Cenicienta es su verdadero amor. Después de que el Príncipe la rescatara del exilio, Lady Tremaine con el fin de que su hija se case con el Príncipe y sea la futura reina, transforma a Anastasia como Cenicienta, a quién manda lejos en una carroza de calabaza. Cenicienta logra llegar a la boda, Anastasia se niega en los votos, alegando que ella quiere un amor verdadero. Lady Tremaine furiosa levanta la varita y le manda un hechizo tanto a ella como a Cenicienta, pero el Príncipe con su espada salva y revierte el hechizo sobre ella y Drizella, convirtiéndolas en ranas. Finalmente Cenicienta y el Príncipe en un final alternativo se casan y volvieron a ser felices para siempre.

### Adaptación de acción real (2015)
Nueva versión de acción real de la película animada, dirigida por Kenneth Branagh y escrita por Chris Weitz. Las estrellas de cine que conforman el reparto principal son: Lily James, Richard Madden, Cate Blanchett, Helena Bonham Carter, Holliday Grainger, Sophie McShera, Stellan Skarsgård, Nonso Anozie, Derek Jacobi, Hayley Atwell y Ben Chaplin. La película se estrenó el 13 de marzo de 2015 a escala mundial.